# つがる市立向陽小学校
つがる市立向陽小学校（つがるしりつ こうようしょうがっこう）は、青森県つがる市木造日向にある公立小学校。

## 概要
- 本校は、旧木造町中心部にあり、旧木造町中心部などが学区となっている。主な進学先は、木造中学校。

## 沿革
- 1872年（明治5年） - 慶応寺内の私塾（時習学舎）開校。
- 1873年（明治6年）7月23日 - 慶応寺私塾を木造小学に切り替えて開校。
- 1874年（明治7年） - 旧津軽藩主お仮屋倉庫に仮校舎。
- 1875年（明治8年） - 仮校舎消失。
- 1876年（明治9年） - 慶応寺の隣地（旧つがる警察署跡）に新校舎新築。
- 1880年（明治13年） - 再度校舎消失。
- 1881年（明治14年） - 小学校令公布により、木造尋常小学校に改称。
- 1892年（明治25年） - 凹字形の校舎を新築。
- 1902年（明治35年） - 組合立向陽尋常小学校の旧校舎に移転。
- 1904年（明治37年） - 町立木造尋常小学校に改称。
- 1909年（明治42年）9月7日 - 校旗樹立。
- 1910年（明治43年）4月1日 - 組合立向陽尋常小学校廃校により、木造尋常小学校がそこに移転、高等科を併置し、向陽高等尋常小学校に改称。
- 1941年（昭和16年）4月1日 - 国民学校令公布により、向陽国民学校に改称。
- 1947年（昭和22年）4月1日 - 学校教育法施行により、木造町立向陽小学校に改称。木造町立木造中学校が本校に併置。
- 1953年（昭和28年）7月 - 木造中学校が新校舎に移転。
- 1960年（昭和35年）6月 - 特殊学級新設。
- 1970年（昭和45年）
  - 日付不明 - 新校舎新築着工。
  - 9月17日 - 起工式挙行。
- 1971年（昭和46年）10月6日 - 新校舎完成し、移転。
- 2005年（平成17年）2月11日 - つがる市誕生により、つがる市立向陽小学校に改称。
- 2011年（平成23年）12月 - 現在地に新校舎完成。
- 2012年（平成24年）
  - 1月16日 - 新校舎で授業開始。
  - 2月 - 新体育館完成。
- 2022年（令和4年）10月22日 - 創立150周年記念式典挙行[1]。

## 学区
- つがる市木造地区南東部。

## アクセス
- JR五能線木造駅から、徒歩約1.5km・約24分（最短ルートを移動した場合）、車で約1.7km・約3分。
- 弘南バス「有楽（うらく）町」バス停（往路）・「千代町」バス停（復路）下車後、約760m・徒歩約11分。
- つがる市役所から、約1.1km、徒歩約17分・車で約1分。

## 周辺
- つがる市立木造中学校 - 県道241号をはさんで、敷地が隣接。
- 青森県立木造高等学校 - 敷地が隣接
- 青森県道241号木造停車場線
- ハッピー・ドラッグ木造店
- みやしげ内科クリニック
- うきす調剤薬局

## 参考資料
- 『向陽小学校創立百周年記念「向陽小学校百年のあゆみ」』（向陽小学校創立百年祭記念事業協賛会・1972年発行）
- 『青森県教育史 別巻』（青森県教育委員会・1973年12月20日発行）「学校沿革 小学校」765頁～766頁「向陽小学校」